# Cupressina entodonticarpa
Cupressina entodonticarpa là một loài Rêu trong họ Hypnaceae. Loài này được (Müll. Hal. ex E. Britton) Müll. Hal. mô tả khoa học đầu tiên năm 1897.